# Rhinoptera bonasus
Rhinoptera bonasus is een vissensoort uit de familie van de adelaarsroggen (Myliobatidae). De wetenschappelijke naam van de soort is voor het eerst geldig gepubliceerd in 1815 door Mitchill.